# Чэнь Цзяэр
Чэнь Цзяэр (кит. упр. 陈佳洱, р.1934) — китайский физик, член Академии наук КНР.

## Биография
Родился в Шанхае, окончил физический факультет Народного университета Северо-Восточного Китая (ныне — Цзилиньский университет) в Чанчуне в 1954 году. С 1955 года работал преподавателем кафедры технической физики в Пекинском университете, был заместителем заведующего кафедрой.
С 1963 по 1965 годы по приглашению Британского Королевского общества работал в качестве приглашённого исследователя в отделе ядерной физики Оксфордского университета и Лаборатории Резерфорда — Эплтона, проводил исследования электростатического ускорителя и синхротрона. С 1982 по 1984 года Чэнь был приглашенным учёным в Университете штата Нью-Йорк в Стони-Бруке и Национальной лаборатории Лоуренса в Беркли. В августе 1984 года Чэнь Цзяэр стал вице-президентом и деканом Высшей школы Пекинского университета, а также назначен директором Института физики тяжелых частиц при этом университете.
В ноябре 1993 года Чэнь Цзяэр был избран академиком Китайской академии наук по отделению математики и физики. С августа 1996 по декабрь 1999 года работал президентом Пекинского университета. В 1998 году стал президентом Азиатско-Тихоокеанского физического общества, в декабре 1999 года назначен директором Китайского Национального фонда естественных наук.